# غوفر أتواتر
غوفر أتواتر (الاسم العلمي: Geomys attwateri) (بالإنجليزية: Attwater’s Pocket Gopher)‏ هو نوع من القوارض يتبع جنس الغوفر من الفصيلة الغوفرية.